# Die Erben
Die Erben è un film del 1983 diretto da Walter Bannert.

## Trama
I due sedicenni Thomas e Charly sono grandi amici sebbene provenienti da ambienti familiari diversi. Rimproverati dalla dirigenza del partito politico al quale sono iscritti per una rappresaglia contro un bar antifascista, i due giovani decidono di abbandonarlo e si uniscono al gruppo militare neonazista "Jugendschutz", dove vengono addestrati, tra le altre cose, nell'uso delle armi da fuoco.

## Distribuzione
Secondo quanto riportato dal settimanale Der Spiegel nel febbraio 1984 l'uscita del film sarebbe stata accompagnata da minacce di estremisti di destra rivolte sia a Bannert che a vari operatori cinematografici. Sempre secondo il giornale molti cinema avrebbero quindi ritirato il film dai loro programmi per motivi di sicurezza.

## Critica
Il Lexikon des internationalen Films descrive Die Erben come un "film tematicamente importante che, tuttavia, con i suoi numerosi cliché rimane ambiguo."
Karsten Witte del Zeit, invece, ha scritto: "Chiunque consideri esagerata o addirittura inventata la descrizione dettagliata di Bannert delle attività neonaziste dovrebbe dare un'occhiata al giornale. […] La messa in scena realistica di Bannert enfatizza le attività più pericolose e allo stesso tempo meno visibili dei vecchi e dei nuovi nazisti [,] […] uomini anziani rispettabili che conquistano pazientemente la fiducia dei giovani e diventano solo gradualmente ideologici."
Christian Schultz-Gerstein ha descritto il film sullo  Spiegel come un'imposizione: "Il pubblico è costretto a guardare la creatura mitica di destra nell'occhio umano. Non è un bel vedere. Perché i neonazisti sono altrettanto morti, insensibili e indifferenti al resto del mondo come gli altri robot di sopravvivenza in questa società."

## Riconoscimenti
- 1984 - Montréal World Film Festival
  - Premio della Giuria
- 1984 - Chicago International Film Festival
  - Nomination Miglior film